# Палмарчук Максим Васильович
Палмарчук Максим Васильович — український військовослужбовець із позивним "Палмер" Національної гвардії України та учасник російсько-української війни. Захисник Києва, брав участь у Битві за Мощун.

## Життєпис
Народився 22 грудня 1982 року та проживав у місті Дніпро.
Добровільно вирушив до ТЦК та СП м. Дніпро та був мобілізований відповідно до Указу Президента України № 69. За розпорядженням був направлений на службу до військової частини 3027 «Буревій».
Загинув 22 липня 2023 року під час виконання військових обов'язків.

## Нагороди
Був нагороджений орденом "За мужність" (ІІІ ступеня) посмертно.